# Bongo flava
Bongo flava – synkretyczny wschodnioafrykański gatunek muzyczny powstały z połączenia afroamerykańskich stylów muzycznych, jak hip-hop czy R&B, ze stylami  wywodzącymi się ze wschodniego wybrzeża Afryki (z obszaru zamieszkiwanego przez ludzi z kręgu kultury Suahili), czyli przede wszystkim taarabu (ludowej suahilijskiej muzyki, z wpływami arabskimi, perskimi i hinduskimi. Widoczne są również wpływy muzyki afrobeat, reggae, oraz  rdzennie bantuskich  rodzajów muzyki ludowej. 
Nazwa wywodzi się od połączenia suahilijskiego słowa ubongo oznaczającego umysł (będącego również slangowym określeniem największego miasta Tanzanii – Dar es Salaam) i trudno przetłumaczalnego słowa flava pochodzącego ze slangu hip-hopowego, mogącego oznaczać zarówno smak (flavour), jak też dobrą muzykę. Teksty piosenek pisane są przede wszystkim w suahili, rzadziej w języku angielskim, czasem nawet w mniej popularnych językach wschodnioafrykańskich, jak np. maasai.
Powstanie gatunku datuje się na przełom lat osiemdziesiątych i dziewięćdziesiątych dwudziestego wieku. 
Pierwsi wykonawcy to Joseph Mbilinyi (Mr II) i Kwanza Unit.